# Strophingia cinereae
Strophingia cinereae är en insektsart som beskrevs av Hodkinson 1971. Strophingia cinereae ingår i släktet Strophingia och familjen rundbladloppor. Inga underarter finns listade i Catalogue of Life.